# Eckankar
Eckankar es el nombre de un camino de la libertad espiritual que incorpora varias prácticas y creencias del hinduismo, el sijismo y el sufismo, fue fundado en Estados Unidos en 1965. El movimiento se autodefine como el camino de la libertad espiritual que quiere ofrecer un camino espiritual hacia el autoconocimiento del alma eterna y hacia el desarrollo de estados superiores elevados de conciencia".
Paul Twitchell es el fundador del movimiento Eckankar. Su maestro actual es Sri Harold Klemp, su nombre espiritual es Mahanta. La sede del movimiento se encuentra en el municipio de Chanhassen, Minnesota, en el suroeste de Minneapolis. En el templo hay una capilla, un edificio administrativo, y un campus espiritual.
La doctrina Eckankar enseňa que no se es un cuerpo físico, sino que se es Alma dentro de un cuerpo Físico.  El alma es un ser eterno e inmutable. El mismo ha habitado varios cuerpos en muchas vidas anteriores. Eckankar cuenta con un maestro viviente quien a través de sus escrituras guía al alumno o Chela a evitar y a trabajar el karma en esta vida.   El karma es una realidad que no se puede evadir. Cada cual se  hace responsable de cada acto realizado para así convertirse en un colaborador de Dios. 